# والز (ماساچوست)
والز، ماساچوست
والز(به انگلیسی: Wales) شهرکی در شهرستان همپدن ایالت ماساچوست می‌باشد که در سال ۱۷۷۵ بنیان‌گذاری شده‌است. این شهرک در سرشماری سال ۲۰۱۰ میلادی، ۱٬۸۳۸ نفر جمعیت داشته‌است.